# Non-remslaap
Non-remslaap (non-rapid eye movement slaap, afgekort NREM) is de collectieve benaming van slaapstadia 1 tot en met 3 waarin een geleidelijke vertraging van de hersengolven optreedt. De diepe slaap maakt deel uit van de non-remslaap, de remslaap niet. Dromen komen slechts weinig voor tijdens de NREM en in tegenstelling tot de remslaap zijn de spieren niet verlamd.

## Slaapfases
De NREM kent meerdere fases. Tot 2008 werden vier slaapfases onderscheiden, vanaf dat jaar spreekt men echter van de volgende drie fases:
- Fase 1: Sluimer. Vindt plaats kort na het inslapen. De hoeveelheid alfagolven neemt af, terwijl de thètagolven toenemen. Wanneer iemand wordt gewekt uit deze fase, denkt hij/zij vaak dat hij/zij niet heeft geslapen en volledig bij bewustzijn is geweest. Hypnagoge schokken komen vaak voor in de overgang naar sluimer.
- Fase 2: Inslaap. Dromen komen vrijwel nooit voor en de ogen bewegen niet. Het is nog vrij makkelijk de slaper te ontwaken. Op het EEG zijn vaak slaapspoelen en k-complexen te zien.
- Fase 3: Diepe slaap. In deze fase kost het de meeste moeite om iemand te wekken. Op het EEG zijn deltagolven (gelijklopende, trage golven  met een relatief hoge amplitude) te zien. Dromen komen dus slechts weinig voor in de NREM, maar in die stadia in verhouding iets meer in fase 3. Echter veel minder dan in de remslaap.

De diepe slaap (de laatste fase van de non-remslaap dus) wordt in het algemeen beschouwd als een essentieel onderdeel van de slaap. Zo is dit de fase waarin lichaamsweefsel wordt hersteld en opnieuw aangroeit, botten en spieren worden opgebouwd en het immuunsysteem wordt versterkt. Ook is het belangrijk voor het consolideren van herinneringen.